# Eleccions al Parlament de Navarra de 1979

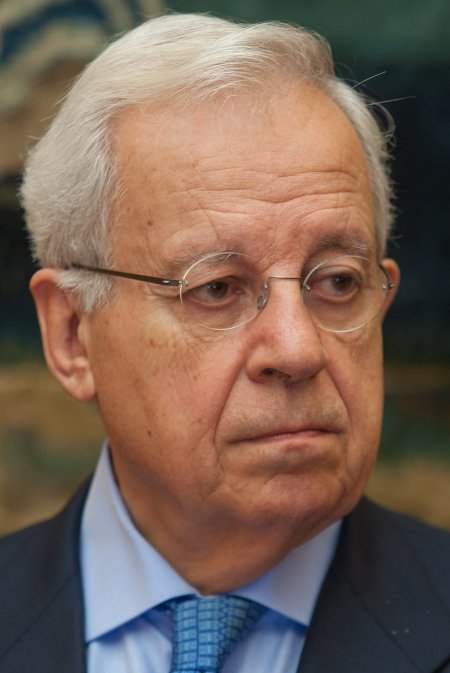
Imatge de Jaime Ignacio del Burgo Tajadura, primer president de Navarra.

Les Eleccions al Parlament de Navarra de 1979 se celebraren el 3 d'abril. Amb un cens de 365.080 electors, els votants foren 258.330 (70,76%) i 106.749 les abstencions (29,24%). El Govern de Navarra va estar conformat per 7 diputats generals (4 d'UCD, 1 del PSOE, 1 d'HB i 1 d'AEM). Fou elegit president Jaime Ignacio Del Burgo Tajadura (UCD) com a cap de la llista més votada, però el 1980 hagué de dimitir a causa d'un escàndol econòmic i fou substituït per Juan Manuel Arza (UCD). Aquestes foren les primeres eleccions democràtiques al Parlament de Navarra, en les quals s'aprovà la Llei Orgànica de Reintegració i Amillorament del Règim Foral de Navarra de 1982
- Els resultats foren:

| ← Eleccions al Parlament de Navarra, 1979 → |        |       |        |
| Partit                                      | Vots   | %     | Escons |
| UCD                                         | 68.040 | 26,80 | 20     |
| PSN-PSOE                                    | 48.289 | 19,02 | 15     |
| UPN                                         | 40.764 | 16,06 | 13     |
| Herri Batasuna                              | 28.244 | 12,11 | 9      |
| Agrupacions Electorals de Merindades        | 17.282 | 6,81  | 7      |
| Nacionalistes Bascos                        | 12.845 | 5,06  | 3      |
| EKA                                         | 12.165 | 3,33  | 1      |
| UNAI                                        | 7.419  | 2,92  | 1      |
| IFN                                         | 3.729  | 1.47  | 1      |
| Altres                                      | 15.100 | 0,07  |        |

A part, es comptabilitzaren 1.043 (0,29%) vots en blanc.